# Mistrzostwa Polski w piłce siatkowej mężczyzn (1934)
Mistrzostwa Polski w piłce siatkowej mężczyzn 1934 – 6. edycja rozgrywek o mistrzostwo Polski w piłce siatkowej mężczyzn. Rozgrywki miały formę turnieju rozgrywanego w Warszawie. W turnieju mogły wziąć udział drużyny, które zwyciężyły w eliminacjach okręgowych.

## Rozgrywki
Uczestniczące w mistrzostwach drużyny zostały podzielone na dwie grupy, z których do finału kwalifikowały się po dwa zespoły. W grupach i w finale grano systemem "każda drużyna z każdą".
- Grupa I : AZS Warszawa, Ognisko Wilno, Dror Lwów, Jagiellonia Białystok

 Wyniki grupy I 
| Data       | Drużyna 1     | Wynik | Drużyna 2             | Sety                |
| ---------- | ------------- | ----- | --------------------- | ------------------- |
| 09.06.1934 | AZS Warszawa  | 2:0   | Jagiellonia Białystok | 15:7, 15:4          |
| 09.06.1934 | Ognisko Wilno | 2:1   | Dror Lwów             | 14:16, 15:11, 16:12 |
|            |               |       |                       |                     |
| 09.06.1934 | Dror Lwów     | 2:0   | Jagiellonia Białystok | 15:13, 15:11        |
| 09.06.1934 | AZS Warszawa  | 2:1   | Ognisko Wilno         | 15:8, 1:15, 15:6    |
|            |               |       |                       |                     |
| 10.06.1934 | AZS Warszawa  | 2:0   | Dror Lwów             | 15:7, 15:8          |

- Grupa II: Cracovia, Absolwenci Łódź, Unia Lublin, Gryf Toruń

 Wyniki grupy II 
| Data       | Drużyna 1       | Wynik | Drużyna 2       | Sety        |
| ---------- | --------------- | ----- | --------------- | ----------- |
| 09.06.1934 | Cracovia        | 2:0   | Unia Lublin     | 15:2, 15:4  |
| 09.06.1934 | Unia Lublin     | 2:0   | Gryf Toruń      | 15:10 15:13 |
|            |                 |       |                 |             |
| 09.06.1934 | Absolwenci Łódź | 2:0   | Gryf Toruń      | 15:12 15:14 |
| 09.06.1934 | Cracovia        | 2:0   | Absolwenci Łódź | 15:6, 15:13 |
|            |                 |       |                 |             |
| 10.06.1934 | Absolwenci Łódź | 2:0   | Unia Lublin     | 15:10, 15:8 |

 Wyniki fazy finałowej 
| Data       | Drużyna 1     | Wynik | Drużyna 2       | Sety              |
| ---------- | ------------- | ----- | --------------- | ----------------- |
| 10.06.1934 | AZS Warszawa  | 2:0   | Absolwenci Łódź | 15:0, 15:9        |
| 10.06.1934 | Cracovia      | 2:0   | Ognisko Wilno   | 15:8, 15:13       |
|            |               |       |                 |                   |
| 10.06.1934 | AZS Warszawa  | 2:1   | Ognisko Wilno   | 15:10, 6:15, 15:8 |
| 10.06.1934 | Cracovia      | 2:0   | Absolwenci Łódź | 15:13, 15:11      |
|            |               |       |                 |                   |
| 10.06.1934 | AZS Warszawa  | 2:1   | Cracovia        | 10:15, 15:6, 15:9 |
| 10.06.1934 | Ognisko Wilno | 2:1   | Absolwenci Łódź | 16:14, 9:15, 15:7 |

Mecz o 5 miejsce
| Data       | Drużyna 1 | Wynik | Drużyna 2   | Sety |
| ---------- | --------- | ----- | ----------- | ---- |
| 10.06.1934 | Dror Lwów | 2:0   | Unia Lublin |      |

Mecz o 7 miejsce
| Data       | Drużyna 1  | Wynik | Drużyna 2             | Sety |
| ---------- | ---------- | ----- | --------------------- | ---- |
| 10.06.1934 | Gryf Toruń | 2:0   | Jagiellonia Białystok |      |

## Skład drużyny mistrza Polski
- AZS Warszawa: J. Lutz, Z. Nowakowski, E. Olszewski, L. Stypiński, Romuald Wirszyłło, K. Wejchert, B. Kozłowski.

## Klasyfikacja końcowa
| Miejsce | Drużyna               |
| ------- | --------------------- |
| złoto   | AZS Warszawa          |
| 2.      | Cracovia              |
| 3.      | Ognisko Wilno         |
| 4.      | Absolwenci Łódź       |
| 5.      | Dror Lwów             |
| 6.      | Unia Lublin           |
| 7.      | Gryf Toruń            |
| 8.      | Jagiellonia Białystok |